# In den Kämpen, Im Mersche und Langerner Hufeisen
In den Kämpen, Im Mersche und Langerner Hufeisen este o arie protejată (arie specială de conservare — SAC, sit de importanță comunitară — SCI) din Germania întinsă pe o suprafață de 127,63 ha, integral pe uscat.

## Localizare
Centrul sitului In den Kämpen, Im Mersche und Langerner Hufeisen este situat la coordonatele 51°36′45″N 7°32′18″E / 51.6125°N 7.5383°E.

## Înființare
Situl In den Kämpen, Im Mersche und Langerner Hufeisen a fost declarat sit de importanță comunitară în august 1999 pentru a proteja 3 specii de animale. Situl a fost protejat și ca arie specială de conservare în decembrie 2007.

## Biodiversitate
Situată în ecoregiunea atlantică, aria protejată conține 7 habitate naturale: Lacuri eutrofice naturale cu vegetație de tip Magnopotamion sau Hydrocharition, Cursuri de apă de la nivel de câmpie la nivel montan, cu vegetație Ranunculion fluitantis și Callitricho-Batrachion, Râuri cu maluri nămoloase cu vegetație de Chenopodion rubri p.p. și Bidention p.p., Liziere de ierburi înalte hidrofile de câmpie și de nivel montan până la alpin, Fânețe de joasă altitudine (Alopecurus pratensis, Sanguisorba officinalis), Păduri aluvionare cu Alnus glutinosa și Fraxinus excelsior (Alno-Padion, Alnion incanae, Salicion albae), Păduri mixte riverane de Quercus robur, Ulmus laevis și Ulmus minor, Fraxinus excelsior sau Fraxinus angustifolia, de-a lungul marilor râuri (Ulmenion minoris).
La baza desemnării sitului se află mai multe specii protejate:
- amfibieni (1): triton cu creastă (Triturus cristatus)
- pești (2): Lampetra fluviatilis, cicar (Lampetra planeri)

Pe lângă speciile protejate, pe teritoriul sitului au mai fost identificate 3 specii de plante, 1 specie de amfibieni, 2 specii de nevertebrate.